# Hastulopsis pseudopertusa
Hastulopsis pseudopertusa is een slakkensoort uit de familie van de Terebridae. De wetenschappelijke naam van de soort is voor het eerst geldig gepubliceerd in 1985 door Bratcher & Cernohorsky.